# Geolycosa uruguayaca
Geolycosa uruguayaca este o specie de păianjeni din genul Geolycosa, familia Lycosidae. A fost descrisă pentru prima dată de Strand, 1909.
Este endemică în Uruguay. Conform Catalogue of Life specia Geolycosa uruguayaca nu are subspecii cunoscute.